# Glemieniec
Glemieniec – część wsi Łodygowice w Polsce położona w województwie śląskim, w powiecie żywieckim, w gminie Łodygowice.
Leży w Kotlinie Żywieckiej, na zachód od centrum Łodygowic, przy granicy z Bierną.
Dawniej samodzielna miejscowość i gmina jednostkowa. Następnie włączony do Biernej w ówczesnym powiecie bialskim. 1 stycznia 1881 wraz z Bierną i Łodygowicami włączony do powiatu żywieckiego
. Po 1918 w Polsce, w powiecie żywieckim; w 1921 roku liczył 84 mieszkańców.

## Urodzeni
- Józef Jakubiec (1885–1944) – podinspektor Policji Państwowej[9], p.o. naczelnika Centrali Służby Śledczej KG PP w Warszawie, kawaler Orderu Odrodzenia Polski[10]